# 청단군
청단군(靑丹郡)은 조선민주주의인민공화국의 황해남도에 속하는 군이다.

## 지리
황해남도 동남부에 위치하고 남쪽은 황해에 접한다. 서쪽으로 해주시·신원군, 동쪽으로 봉천군·연안군과 인접한다. 남쪽의 황해에는 룡매도가 떠 있다.

## 역사
원래는 해주군(1938년 이후엔 벽성군)의 동부 지역이었다.
한반도 분단으로 이지역의 교통중심지인 청단역은 남한에 속하게 되고, 38선 이남은 남측의 연백군에 편입되었다. 한국 전쟁 당시 북측은 경기도 연백군을 황해도 남연백군으로 개편하였다.
1952년, 조선민주주의인민공화국의 지방 행정 구역 재편인 군면리 대폐합에 의해 벽성군의 영천면, 화양면, 동운면, 금산면의 6개 리와 남연백군의 래성면, 청룡면, 일신면과 추화면의 7개리를 합병해 청단군(청단읍, 18개 리)을 신설했다.

## 행정 구역
1읍 1구 22리로 구성된다.
- 청단읍 (靑丹邑)
- 신흥로동자구 (新興勞動者區)
- 룡포리 (龍浦里)
- 구월리 (龜月里)
- 영산리 (迎山里)
- 남촌리 (南村里)
- 신생리 (新生里)
- 소정리 (蘇井里)
- 금학리 (錦鶴里)
- 화산리 (花山里)
- 갈산리 (葛山里)
- 칠봉리 (七峰里)
- 삼정리 (蔘井里)
- 운곡리 (雲谷里)
- 동대리 (東大里)
- 덕달리 (德達里)
- 화양리 (花陽里)
- 흥산리 (興山里)
- 청정리 (靑亭里)
- 심평리 (深坪里)
- 신풍리 (新豊里)
- 대풍리 (大豊里)
- 마룡리 (馬龍里)
- 양화리 (陽花里)

## 산업
수산업에 있어서는 현재의 남한 옹진군 연평도와 이 군의 용매도(龍媒島)를 중심한 해역과 연안 간석지가 전국 굴지의 조기·새우·조개류의 어장으로 해방 이전에도 유명하였다. 조기·새우는 물론 바지락·백합 등의 어획량이 많으며 숭어·민어·도미 등 어획도 많았다. 5~6월 조기어기에는 전국 각지에서 몰려들어 일대 장관을 이루고 파시가 열려 흥청되었다. 그러나 기후 변화로 현재 연평도에서 조기가 잡히지 않고 있다. 현재 청단군에서는 조기 대신 숭어, 전어, 조개, 삼치등을 잡고 있다.
현재 각종 장류와 식품가공품을 생산하는 공업이 발달하고 있다.